# Галерея Беляево
Галерея Беляево — государственное бюджетное учреждение культуры города Москвы Государственный выставочный зал «Галерея „Беляево“». Многофункциональный культурно-просветительский центр.

## История
В 1987 году в помещении бывшей районной библиотеки на Профсоюзной улице располагалось любительское объединение «Эрмитаж», основанное известным куратором и художественным критиком Леонидом Бажановым. С мая по декабрь 1987 года усилиями объединения был проведен ряд выставок, среди которых: «Грузинская беспредметная живопись», «Жилище», «Ретроспектива творчества московских художников 1957—1987», экспозиции произведений Ивана Чуйкова, Эдуарда Штейнберга, Юрия Злотникова, Владимира Слепяна, Бориса Турецкого, Виктора Умнова, Юрия Соостера, Юрия Соболева, Владимира Янкилевского, Лианозовской группы, ученика Филонова Павла Зальцмана, Дмитрия Пригова и других.
Выставка «Ретроспекция творчества московских художников 1957—1987», представившая историю современного русского искусства, вызвала общественный резонанс и стала причиной скандала из-за работ художников-эмигрантов. В итоге «Эрмитаж» лишился зала на Профсоюзной.
В 1988 году был открыт государственный выставочный зал "Галерея «Беляево». Проводились выставки советского андерграунда; первые выставки советских художников-нонконформистов: Эрнста Неизвестного, Оскара Рабина, Эдуарда Штейнберга и Евгения Кропивницкого проходили в галерее.
В 2013 году галерея «Беляево» совместно с институтом «Стрелка» и польским архитектором Кубой Снопеком запустила проект «Беляево навсегда / Belyaevo Forever» для создания нового культурно значимого образа района Беляево.

## Деятельность
Экспозиционная площадь галереи «Беляево» — 4 зала (≈ 400 кв. м.). Ежегодно проводится более 20 художественных выставок, постоянной экспозиции нет. На базе галереи проходит Учебный центр прикладных искусств, действует багетная мастерская и художественный салон.
На базе галереи работает Образовательный центр прикладных искусств, Художественный салон и Дизайн-бюро. Галерея имеет два филиала — Детскую художественную галерею «Изопарк» и Арт-центр «Семейный клуб. Батик», ориентированные на детское художественное воспитание и интерактивный семейный досуг.
Образовательный центр прикладных искусств, где проходит обучение лоскутному шитью, вязанию крючком, гончарному мастерству, ландшафтному дизайну, керамике, флористике, живописи, графике, и др.
Программа для молодежи «Арт-просвет», в рамках которой проводится цикл мероприятий (поэтическая лаборатория, моноспектакли, музыкальные проекты, лекции, диспуты). Проходит цикл вечеров «Музыкальная классика».